# Bretteville-sur-Laize
 Bretteville-sur-Laize  es una población y comuna francesa, situada en la región de Normandía, departamento de Calvados, en el distrito de Caen. Es el chef-lieu y mayor población del cantón de Bretteville-sur-Laize.

## Demografía
| 1246 | 1323 | 1299 | 1400 | 1341 | 1504 |
| Para los censos de 1962 a 1999 la población legal corresponde a la población sin duplicidades (Fuente: INSEE [Consultar]) |      |      |      |      |      |